# Пелишат (нос)
Носът Пелишат (на английски: Pelishat Point) е морски нос от северната страна на входа в залива Беренде на югозападния бряг на остров Гринуич. Разположен на полуостров Арчар в северозападния край на острова, 2.4 км югоизточно от нос Дъф и 3.9 км североизточно от нос Поморие на остров Ливингстън.
Координатите му са: 62°27′59″ ю. ш. 60°00′02″ з. д. / 62.466389° ю. ш. 60.000556° з. д..
Наименуван е на селището Пелишат в Северна България. Името е официално дадено на 3 юни 2010 г.
Българско топографско проучване: Тангра 2004/05. Българско картографиране от 2009 г. и 2010 г.

## Карти
- L.L. Ivanov et al, Antarctica: Livingston Island, South Shetland Islands (from English Strait to Morton Strait, with illustrations and ice-cover distribution), 1:100000 scale topographic map, Antarctic Place-names Commission of Bulgaria, Sofia, 2005
- Л. Иванов. Антарктика: Остров Ливингстън и острови Гринуич, Робърт, Сноу и Смит. Топографска карта в мащаб 1:120000. Троян: Фондация Манфред Вьорнер, 2009. ISBN 978-954-92032-4-0